# Список охраняемых природных территорий Асориша
Охраняемые природные территории Асориша (порт. Rede Regional de Áreas Protegidas) являются основными административно-территориальными и природоохранными структурами на Асорише и в окружающем его океане. Эти территории полностью включают Азорские острова в пределах их исключительной экономической зоны, а также окружающие воды в соответствии с международными соглашениями и конвенциями. Сеть реализует категоризацию управления охраняемыми природными территориями, принятую Международным союзом охраны природы (МСОП), адаптируя её к конкретной географической, экологической, культурной и политико-административной территории архипелага.

## Охраняемые природные территории
Асориш состоит из сети охраняемых природных территорий, образованных юридически разграниченными географическими территориями, регулируемыми и управляемыми в соответствии с конкретными руководящими принципами, установленными для продвижения территориальной целостности и управления биоразнообразием. Каждая охраняемая территория определяется системой классификации, разработанной МСОП, которая устанавливает конкретные категории для управления охраняемыми территориями. В настоящее время вносятся изменения в протоколы охраны природы.
Для администрирования и управления охраняемыми природными территориями Асориша Секретариат по охране окружающей среды и моря (Secretária Regional do Ambiente e do Mar) создал следующие единицы управления:
- Островные природные парки (порт. Parque natural de ilha, PNIs), по сути, являются единицами управления островами, которые охватывают все охраняемые природные территории в пределах каждого отдельного острова;
- Морские парки Асориша (порт. Parque Marinho dos Açores, PMAs), которые за пределами океанических границ Азорских островов объединяют особое назначение управления для территорий, которые могут попадать в зону экономического отчуждения Азорских островов/Португалии или за ее пределы;
- Местные охраняемые территории (англ. Áreas protegidas de importância local), созданные местными властями для защиты природных пространств и включающие местные парки, сады, смотровые площадки или аналогичные сооружения/пространства, которые также включают Reservas Florestais de Recreio (лесные заповедники для отдыха).

| Тип  | Наименование         | Карта | Изображение |
| ---- | -------------------- | ----- | ----------- |
| PNIs | Корву                |       |             |
| PNIs | Фаял                 |       |             |
| PNIs | Флориш               |       |             |
| PNIs | Грасиоза             |       |             |
| PNIs | Пику                 |       |             |
| PNIs | Сан-Жоржи            |       |             |
| PNIs | Сан-Мигел            |       |             |
| PNIs | Санта-Мария          |       |             |
| PNIs | Терсейра             |       |             |
| PMAs | Морской парк Асориша |       |             |